# فرانسیسکو گومش تیشیرا
فرانسیسکو گومش تیشیرا (پرتغالی: Francisco Gomes Teixeira; ۲۸ ژانویهٔ ۱۸۵۱ – ۸ فوریهٔ ۱۹۳۳) ریاضی‌دان، و مورخ ریاضیات اهل پرتغال بود.
وی پس از افتتاح دانشگاه پورتو در ۱۶ ژوئیه ۱۹۱۱ به عنوان اولین رئیس این دانشگاه انتخاب شد.